# Чемпіонат чотирьох континентів з фігурного катання
Чемпіонат чотирьох континентів з фігурного катання — щорічний турнір з фігурного катання, що проводиться під егідою Міжнародного союзу ковзанярів (ІСУ). Замислювався як аналог Чемпіонату Європи для неєвропейських країн. Перші змагання відбулися у 1999 році. Спортсмени виступають у чоловічому одиночному катанні, жіночому одиночному катанні, у парному катанні та танцях на льоду. Чотири континенти в назві — Америка, Азія, Африка та Океанія. 

## Кваліфікація
Чемпіонат чотирьох континентів є одним із найбільш значущих і статусних турнірів з фігурного катання. У Чемпіонаті беруть участь фігуристи з неєвропейських країн, національні федерації яких є членкинями Міжнародного союзу ковзанярів (ІСУ). Кожна країна заявляє до трьох фігуристів/пар у кожній з дисциплін, за умови виконання ними необхідної технічної оцінки на міжнародних змаганнях до Чемпіонату. Усім спортсменам має бути не менше п'ятнадцяти років на 1 липня попереднього року. 
Станом на 2020 рік спортсменів на Чемпіонат чотирьох континентів могла направляти тридцять одна федерація-членкиня ІСУ: Австралія, Аргентина, Бразилія, В'єтнам, Гонконг, Індія, Індонезія, Казахстан, Камбоджа, Канада, Киргизстан, Китай, Тайвань, Малайзія, Марокко, Мексика, Нова Зеландія, ОАЕ, Перу, Північна Корея, Сінгапур, США, Монголія, Таїланд, Туркменістан, Узбекистан, Філіппіни, Чилі, ПАР, Південна Корея, Японія. 

## Медалісти

### Чоловіче одиночне катання
| Рік  | Місце проведення                                              | Золото                                                        | Срібло                                                        | Бронза                                                        |
| 1999 | Галіфакс, Канада                                              | Такесі Хонда                                                  | Лі Ченцзян                                                    | Елвіс Стойко                                                  |
| 2000 | Осака, Японія                                                 | Елвіс Стойко                                                  | Лі Ченцзян                                                    | Чжан Мінь                                                     |
| 2001 | Солт-Лейк-Сіті, США                                           | Лі Ченцзян                                                    | Такесі Хонда                                                  | Майкл Вайс                                                    |
| 2002 | Чонджу, Південна Корея                                        | Джеффрі Баттл                                                 | Такесі Хонда                                                  | Гао Сун                                                       |
| 2003 | Пекін, Китай                                                  | Такесі Хонда                                                  | Чжан Мінь                                                     | Лі Ченцзян                                                    |
| 2004 | Гамільтон, Канада                                             | Джеффрі Баттл                                                 | Емануель Сандю                                                | Еван Лайсачек                                                 |
| 2005 | Каннин, Південна Корея                                        | Еван Лайсачек                                                 | Лі Ченцзян                                                    | Дайсуке Такахасі                                              |
| 2006 | Колорадо-Спрінгс, США                                         | Нобунарі Ода                                                  | Крістофер Мабе                                                | Меттью Савуа                                                  |
| 2007 | Колорадо-Спрінгс, США                                         | Еван Лайсачек                                                 | Джеффрі Баттл                                                 | Джеремі Ебботт                                                |
| 2008 | Коян, Південна Корея                                          | Дайсуке Такахасі                                              | Джеффрі Баттл                                                 | Еван Лайсачек                                                 |
| 2009 | Ванкувер, Канада                                              | Патрік Чан                                                    | Еван Лайсачек                                                 | Такахіко Кодзука                                              |
| 2010 | Чонджу, Південна Корея                                        | Адам Ріппон                                                   | Тацукі Матіда                                                 | Кевін Рейнольдс                                               |
| 2011 | Тайбей, Китай                                                 | Дайсуке Такахасі                                              | Юдзуру Ханю                                                   | Джеремі Ебботт                                                |
| 2012 | Колорадо-Спрінгс, США                                         | Патрік Чан                                                    | Дайсуке Такахасі                                              | Росс Майнер                                                   |
| 2013 | Осака, Японія                                                 | Кевін Рейнольдс                                               | Юдзуру Ханю                                                   | Янь Хань                                                      |
| 2014 | Тайбей, Китай                                                 | Такахіто Мура                                                 | Такахіко Кодзука                                              | Сун Нань                                                      |
| 2015 | Сеул, Південна Корея                                          | Денис Тен                                                     | Джошуа Фарріс                                                 | Янь Хань                                                      |
| 2016 | Тайбей, Китай                                                 | Патрік Чан                                                    | Цзинь Боян                                                    | Янь Хань                                                      |
| 2017 | Каннин, Південна Корея                                        | Натан Чен                                                     | Юдзуру Ханю                                                   | Сьома Уно                                                     |
| 2018 | Тайбей, Китай                                                 | Цзинь Боян                                                    | Сьома Уно                                                     | Джейсон Браун                                                 |
| 2019 | Анагайм, США                                                  | Сьома Уно                                                     | Цзинь Боян                                                    | Вінсент Чжоу                                                  |
| 2020 | Сеул, Південна Корея                                          | Юдзуру Ханю                                                   | Джейсон Браун                                                 | Юма Кагіяма                                                   |
| 2021 | Чемпіонат не проводився через пандемію коронавірусної хвороби | Чемпіонат не проводився через пандемію коронавірусної хвороби | Чемпіонат не проводився через пандемію коронавірусної хвороби | Чемпіонат не проводився через пандемію коронавірусної хвороби |
| 2022 | Таллінн, Естонія                                              | Чха Джун Хван                                                 | Кадзукі Томоно                                                | Као Міура                                                     |
| 2023 | Колорадо-Спрінгс, США                                         | Као Міура                                                     | Кіган Мессінг                                                 | Сюн Сато                                                      |
| 2024 | Шанхай, Китай                                                 | Юма Кагіяма                                                   | Сьома Уно                                                     | Чха Джун Хван                                                 |
| 2025 | Сеул, Південна Корея                                          | Михайло Шайдоров                                              | Чха Джун Хван                                                 | Джиммі Ма                                                     |

### Жіноче одиночне катання
| Рік  | Місце проведення                                              | Золото                                                        | Срібло                                                        | Бронза                                                        |
| 1999 | Галіфакс, Канада                                              | Тетяна Малініна                                               | Ембер Коруїн                                                  | Анжела Нікодінов                                              |
| 2000 | Осака, Японія                                                 | Анжела Нікодінов                                              | Стейсі Пенсджен                                               | Енні Белльмар                                                 |
| 2001 | Солт-Лейк-Сіті, США                                           | Фуміе Сугурі                                                  | Анжела Нікодінов                                              | Йосіе Онда                                                    |
| 2002 | Чонджу, Південна Корея                                        | Дженніфер Керк                                                | Сідзука Аракава                                               | Йосіе Онда                                                    |
| 2003 | Пекін, Китай                                                  | Фуміе Сугурі                                                  | Сідзука Аракава                                               | Юкарі Накано                                                  |
| 2004 | Гамільтон, Канада                                             | Юкіна Ота                                                     | Сінтія Фаньоф                                                 | Ембер Коруїн                                                  |
| 2005 | Каннин, Південна Корея                                        | Фуміе Сугурі                                                  | Йосіе Онда                                                    | Дженніфер Керк                                                |
| 2006 | Колорадо-Спрінгс, США                                         | Кеті Тейлор                                                   | Юкарі Накано                                                  | Беатріса Лян                                                  |
| 2007 | Колорадо-Спрінгс, США                                         | Кіммі Мейсснер                                                | Емілі Г'юз                                                    | Жоанні Рошетт                                                 |
| 2008 | Коян, Південна Корея                                          | Мао Асада                                                     | Жоанні Рошетт                                                 | Мікі Андо                                                     |
| 2009 | Ванкувер, Канада                                              | Йон А Кім                                                     | Жоанні Рошетт                                                 | Мао Асада                                                     |
| 2010 | Чонджу, Південна Корея                                        | Мао Асада                                                     | Акіко Судзукі                                                 | Керолайн Чжан                                                 |
| 2011 | Тайбей, Китай                                                 | Мікі Андо                                                     | Мао Асада                                                     | Мірай Наґасу                                                  |
| 2012 | Колорадо-Спрінгс, США                                         | Ешлі Вагнер                                                   | Мао Асада                                                     | Керолайн Чжан                                                 |
| 2013 | Осака, Японія                                                 | Мао Асада                                                     | Акіко Судзукі                                                 | Канако Муракамі                                               |
| 2014 | Тайбей, Китай                                                 | Канако Муракамі                                               | Сатоко Міяхара                                                | Лі Цзицзюнь                                                   |
| 2015 | Сеул, Південна Корея                                          | Поліна Едмундс                                                | Сатоко Міяхара                                                | Ріка Хонго                                                    |
| 2016 | Тайбей, Китай                                                 | Сатоко Міяхара                                                | Мірай Наґасу                                                  | Ріка Хонго                                                    |
| 2017 | Каннин, Південна Корея                                        | Маї Міхара                                                    | Габрієль Дейлман                                              | Мірай Наґасу                                                  |
| 2018 | Тайбей, Китай                                                 | Каорі Сакамото                                                | Маї Міхара                                                    | Сатоко Міяхара                                                |
| 2019 | Анагайм, США                                                  | Ріка Кіхіра                                                   | Елізабет Турсинбаєва                                          | Маї Міхара                                                    |
| 2020 | Сеул, Південна Корея                                          | Ріка Кіхіра                                                   | Ю Янг                                                         | Брейді Теннелл                                                |
| 2021 | Чемпіонат не проводився через пандемію коронавірусної хвороби | Чемпіонат не проводився через пандемію коронавірусної хвороби | Чемпіонат не проводився через пандемію коронавірусної хвороби | Чемпіонат не проводився через пандемію коронавірусної хвороби |
| 2022 | Таллінн, Естонія                                              | Маї Міхара                                                    | Хе Ін Лі                                                      | Кім Йе Лім                                                    |
| 2023 | Колорадо-Спрінгс, США                                         | Хе Ін Лі                                                      | Кім Йе Лім                                                    | Моне Тіба                                                     |
| 2024 | Шанхай, Китай                                                 | Моне Тіба                                                     | Чхе Йон Кім                                                   | Рінка Ватанабе                                                |
| 2025 | Сеул, Південна Корея                                          | Чхе Йон Кім                                                   | Брейді Теннелл                                                | Сара Еверґардт                                                |

### Парне фігурне катання
| Рік  | Місце проведення                                              | Золото                                                        | Срібло                                                        | Бронза                                                        |
| 1999 | Галіфакс, Канада                                              | Шень Сюе / Чжао Хунбо                                         | Крісті Серджент / Кріс Вірц                                   | Даниель Гарстелл / Стівен Гартселл                            |
| 2000 | Осака, Японія                                                 | Жамі Сале / Давід Пеллет'є                                    | Кьоко Іна / Джон Циммерман                                    | Тіффані Скотт / Філіп Дюльбон                                 |
| 2001 | Солт-Лейк-Сіті, США                                           | Жамі Сале / Давід Пеллет'є                                    | Шень Сюе / Чжао Хунбо                                         | Кьоко Іна / Джон Циммерман                                    |
| 2002 | Чонджу, Південна Корея                                        | Пан Цін / Тун Цзянь                                           | Анабелль Ланґлуа / Патріс Аршетто                             | Чжан Дань / Чжан Хао                                          |
| 2003 | Пекін, КНР                                                    | Шень Сюе / Чжао Хунбо                                         | Пан Цін / Тун Цзянь                                           | Чжан Дань / Чжан Хао                                          |
| 2004 | Гамільтон, Канада                                             | Пан Цін / Тун Цзянь                                           | Чжан Дань / Чжан Хао                                          | Валері Марку / Крейг Бантін                                   |
| 2005 | Каннин, Південна Корея                                        | Чжан Дань / Чжан Хао                                          | Пан Цін / Тун Цзянь                                           | Кетрін Оршер / Гарретт Лукаш                                  |
| 2006 | Колорадо-Спрінгс, США                                         | Рена Інове / Джон Болдвін                                     | Утако Вакамацу / Жан-Себаст'єн Фекто                          | Елізабет Патнам / Шон Вірц                                    |
| 2007 | Колорадо-Спрінгс, США                                         | Шень Сюе / Чжао Хунбо                                         | Пан Цін / Тун Цзянь                                           | Рена Інове / Джон Болдвін                                     |
| 2008 | Коян, Південна Корея                                          | Пан Цін / Тун Цзянь                                           | Чжан Дань / Чжан Хао                                          | Брук Кестайл / Бенджамін Окольські                            |
| 2009 | Ванкувер, Канада                                              | Пан Цін / Тун Цзянь                                           | Джессіка Дюбе / Брайс Девісон                                 | Чжан Дань / Чжан Хао                                          |
| 2010 | Чонджу, Південна Корея                                        | Чжан Дань / Чжан Хао                                          | Кеана Маклафлін / Рокні Брубейкер                             | Меган Дюамель / Крейг Бантін                                  |
| 2011 | Тайбей, Китай                                                 | Пан Цін / Тун Цзянь                                           | Меган Дюамель / Ерік Редфорд                                  | Пейдж Ловренс / Руді Свігерс                                  |
| 2012 | Колорадо-Спрінгс, США                                         | Суй Веньцзін / Хань Цун                                       | Кейді Денні / Джон Кафлін                                     | Мері Бет Марлі / Рокні Брубейкер                              |
| 2013 | Осака, Японія                                                 | Меган Дюамель / Ерік Редфорд                                  | Кірстен Мур-Таверс / Ділан Московіч                           | Марісса Кастеллі / Сімон Шнапір                               |
| 2014 | Тайбей, Китай                                                 | Суй Веньцзін / Цун Хань                                       | Тара Кейн / Денні О'Ши                                        | Алекса Шимека / Кріс Кнірім                                   |
| 2015 | Сеул, Південна Корея                                          | Меган Дюамель / Ерік Редфорд                                  | Пен Чен / Чжан Хао                                            | Пан Цін / Тун Цзянь                                           |
| 2016 | Тайбей, Китай                                                 | Суй Веньцзін / Цун Хань                                       | Алекса Шимека / Кріс Кнірім                                   | Юй Сяоюй / Цзинь Ян                                           |
| 2017 | Каннин, Південна Корея                                        | Суй Веньцзін / Хань Цун                                       | Меган Дюамель / Ерік Редфорд                                  | Любов Ілюшечкіна / Ділан Московіч                             |
| 2018 | Тайбей, Китай                                                 | Тара Кейн / Денні О'Ши                                        | Ешлі Кейн / Тімоті Ледюк                                      | Рьом Де Ок / Кім Джу Сик                                      |
| 2019 | Анагайм, США                                                  | Суй Веньцзін / Хань Цун                                       | Кірстен Мур-Таверс / Майкл Марінаро                           | Пен Чен / Цзинь Ян                                            |
| 2020 | Сеул, Південна Корея                                          | Суй Веньцзін / Хань Цун                                       | Пен Чен / Цзинь Ян                                            | Кірстен Мур-Таверс / Майкл Марінаро                           |
| 2021 | Чемпіонат не проводився через пандемію коронавірусної хвороби | Чемпіонат не проводився через пандемію коронавірусної хвороби | Чемпіонат не проводився через пандемію коронавірусної хвороби | Чемпіонат не проводився через пандемію коронавірусної хвороби |
| 2022 | Таллінн, Естонія                                              | Одрі Лу / Міша Мітрофанов                                     | Емілі Чан / Спенсер Акіра Хау                                 | Евелін Волш / Трент Мішо                                      |
| 2023 | Колорадо-Спрінгс, США                                         | Ріку Міура / Рюїті Кіхара                                     | Емілі Чан / Спенсер Акіра Хау                                 | Діанна Стеллато-Дудек / Максим Дешам                          |
| 2024 | Шанхай, Китай                                                 | Діанна Стеллато-Дудек / Максим Дешам                          | Ріку Міура / Рюїті Кіхара                                     | Еллі Кем / Денні О'Ші                                         |
| 2025 | Сеул, Південна Корея                                          | Ріку Міура / Рюїті Кіхара                                     | Діанна Стеллато-Дудек / Максим Дешам                          | Ліа Перейра / Треннт Мишо                                     |

### Танці на льоду
| Рік  | Місце проведення                                              | Золото                                                        | Срібло                                                        | Бронза                                                        |
| 1999 | Галіфакс, Канада                                              | Ше-Лінн Бурн / Віктор Краатц                                  | Шанталь Лефебр / Мішель Брюне                                 | Наомі Ланг / Петро Чернишов                                   |
| 2000 | Осака, Японія                                                 | Наомі Ланг / Петро Чернишов                                   | Марі-Франс Дюбрьой / Патріс Лозон                             | Джеймі Сілверстайн / Джастін Пекарек                          |
| 2001 | Солт-Лейк-Сіті, США                                           | Ше-Лінн Бурн / Віктор Краатц                                  | Наомі Ланг / Петро Чернишов                                   | Марі-Франс Дюбрьой / Патріс Лозон                             |
| 2002 | Чонджу, Південна Корея                                        | Наомі Ланг / Петро Чернишов                                   | Таніт Белбін / Бенжамін Аґосто                                | Меган Вінг / Аарон Лоу                                        |
| 2003 | Пекін                                                         | Ше-Лінн Бурн / Віктор Краатц                                  | Таніт Белбін / Бенжамін Аґосто                                | Наомі Ланг / Петро Чернишов                                   |
| 2004 | Гамільтон, Канада                                             | Таніт Белбін / Бенжамін Аґосто                                | Марі-Франс Дюбрьой / Патріс Лозон                             | Меган Вінг / Аарон Лоу                                        |
| 2005 | Каннин, Південна Корея                                        | Таніт Белбін / Бенжамін Аґосто                                | Мелісса Грегорі / Денис Петухов                               | Лідія Манон / Райан О'Мара                                    |
| 2006 | Колорадо-Спрінгс, США                                         | Таніт Белбін / Бенжамін Аґосто                                | Морган Метт'юз / Максим Завозін                               | Тесса Верчу / Скотт Моїр                                      |
| 2007 | Колорадо-Спрінгс, США                                         | Марі-Франс Дюбрьой / Патріс Лозон                             | Таніт Белбін / Бенжамін Аґосто                                | Тесса Верчу / Скотт Моїр                                      |
| 2008 | Коян, Південна Корея                                          | Тесса Верчу / Скотт Моїр                                      | Меріл Девіс / Чарлі Вайт                                      | Кімберлі Наварро / Брент Бомментр                             |
| 2009 | Ванкувер, Канада                                              | Меріл Девіс / Чарлі Вайт                                      | Тесса Верчу / Скотт Моїр                                      | Емілі Самуельсон / Еван Бейтс                                 |
| 2010 | Чонджу, Південна Корея                                        | Кейтлін Вівер / Ендрю Поже                                    | Еллі Ханн-Маккарді / Майкл Корено                             | Медісон Габбелл / Кіффер Габбелл                              |
| 2011 | Тайбей, Китай                                                 | Меріл Девіс / Чарлі Вайт                                      | Майя Шибутані / Алекс Шибутані                                | Ванесса Крон / Поль Пуар'є                                    |
| 2012 | Колорадо-Спрінгс, США                                         | Тесса Верчу / Скотт Моїр                                      | Меріл Девіс / Чарлі Вайт                                      | Кейтлін Вівер / Ендрю Поже                                    |
| 2013 | Осака, Японія                                                 | Меріл Девіс / Чарлі Вайт                                      | Тесса Верчу / Скотт Моїр                                      | Медісон Чок / Еван Бейтс                                      |
| 2014 | Тайбей, Китай                                                 | Медісон Габбелл / Закарі Доног'ю                              | Пайпер Гіллес / Поль Пуар'є                                   | Александра Елдрідж / Деніел Ітон                              |
| 2015 | Сеул, Південна Корея                                          | Кейтлін Вівер / Ендрю Поже                                    | Медісон Чок / Еван Бейтс                                      | Майя Шибутані / Алекс Шибутані                                |
| 2016 | Тайбей, Китай                                                 | Майя Шибутані / Алекс Шибутані                                | Медісон Чок / Еван Бейтс                                      | Кейтлін Вівер / Ендрю Поже                                    |
| 2017 | Каннин, Південна Корея                                        | Тесса Верчу/ Скотт Моїр                                       | Майя Шибутані / Алекс Шибутані                                | Медісон Чок / Еван Бейтс                                      |
| 2018 | Тайбей, Китай                                                 | Кейтлін Хавайєк / Жан-Люк Бейкер                              | Каролан Сусісс / Шейн Фірус                                   | Кана Мурамото / Кріс Рід                                      |
| 2019 | Анагайм, США                                                  | Медісон Чок / Еван Бейтс                                      | Кейтлін Вівер / Ендрю Поже                                    | Пайпер Гіллес / Поль Пуар'є                                   |
| 2020 | Сеул, Південна Корея                                          | Медісон Чок / Еван Бейтс                                      | Пайпер Гіллес / Поль Пуар'є                                   | Медісон Габбелл / Закарі Доног'ю                              |
| 2021 | Чемпіонат не проводився через пандемію коронавірусної хвороби | Чемпіонат не проводився через пандемію коронавірусної хвороби | Чемпіонат не проводився через пандемію коронавірусної хвороби | Чемпіонат не проводився через пандемію коронавірусної хвороби |
| 2022 | Таллінн, Естонія                                              | Керолайн Ґрін / Майкл Парсонс                                 | Кана Мурамото / Дайсуке Такахасі                              | Крістіна Каррейра / Ентоні Пономаренко                        |
| 2023 | Колорадо-Спрінгс, США                                         | Медісон Чок / Еван Бейтс                                      | Лоранс Фурн'є-Бодрі / Ніколай Сьоренсен                       | Маржорі Лажуа / Закарі Лага                                   |
| 2024 | Шанхай, Китай                                                 | Пайпер Гіллес / Поль Пуар'є                                   | Лоренс Фурн'є-Бодрі / Микола Сьоренсен                        | Крістіна Каррейра / Ентоні Пономаренко                        |
| 2025 | Сеул, Південна Корея                                          | Пайпер Гіллес / Поль Пуар'є                                   | Медісон Чок / Еван Бейтс                                      | Маржорі Лажуа / Закарі Лага                                   |

## Загальний медальний залік
| Місце               | Країна              | Золото | Срібло | Бронза | Загалом |
| ------------------- | ------------------- | ------ | ------ | ------ | ------- |
| 1                   | США                 | 28     | 30     | 44     | 102     |
| 2                   | Японія              | 28     | 24     | 19     | 71      |
| 3                   | Канада              | 23     | 30     | 24     | 77      |
| 4                   | КНР                 | 18     | 14     | 14     | 46      |
| 5                   | Південна Корея      | 4      | 5      | 2      | 11      |
| 6                   | Казахстан           | 2      | 1      | 0      | 3       |
| 7                   | Узбекистан          | 1      | 0      | 0      | 1       |
| 8                   | Північна Корея      | 0      | 0      | 1      | 1       |
| Загалом (8 збірних) | Загалом (8 збірних) | 104    | 104    | 104    | 312     |